# Мале (Роменський район)
Ма́ле —  село в Україні, в Сумській області, Роменському районі. Населення становить 99 осіб. Входить до складу Роменської міської громади. До 2020 орган місцевого самоврядування - Зарудянська сільська рада.

## Географія
Село Мале розташоване на відстані 0,5 км від села Червоногвардійське (зняте з обліку) та на відстані 2 км — села Зінове, Зелений Гай та Перекір.
По селу тече струмок, що пересихає.

## Історія
Село постраждало внаслідок геноциду українського народу, проведеного урядом СРСР 1923-1933 та 1946-1947 роках.
12 червня 2020 року, відповідно до розпорядження Кабінету Міністрів України № 723-р «Про визначення адміністративних центрів та затвердження територій територіальних громад Сумської області», село увійшло до складу Роменської міської громади.
19 липня 2020 року, в результаті адміністративно-територіальної реформи та ліквідації Роменського району(1930—2020), увійшло до складу новоутвореного Роменського району.